# Farah Boufadene
Farah Boufadene (sinh ngày 11 tháng 3 năm 1999) là một vận động viên thể dục nghệ thuật người Algérie, đại diện cho quốc gia của cô trong các cuộc thi quốc tế khi chuyển một lòng trung thành từ nước Pháp bản địa của cô vào đầu năm 2015. Boufadene đã tham gia Giải vô địch thể dục nghệ thuật thế giới 2015 ở Glasgow, và cuối cùng đủ điều kiện cho Thế vận hội mùa hè 2016, nơi cô đã xếp thứ chín mươi trong giai đoạn vòng loại của cuộc thi với số điểm 12,533 trên vault, 12,200 trên các thanh không đều, 10.600 trên cầu thăng bằng và 11.100 trên bài tập sàn.